# EKA Empresa Angolana de Cervejas
EKA Empresa Angolana de Cervejas ist ein Bier aus Angola. Es hatte 2012 einen Marktanteil von 4,8 %. Die Brauerei am Standort Dondo gehört heute zur Cuca BGI.
EKA ist heute der bedeutendste Steuerzahler in der Provinz Cuanza Norte, zusammen mit dem Wasserkraftwerk der Cambambe-Talsperre. Nach mehreren Ausbaustufen seit 2007 erreichte die EKA-Brauerei 2013 einen Ausstoß von monatlich 53,3 Mio. Litern. Neben EKA-Bier wird hier auch Nocal-Bier gebraut. Die Brauerei unterhielt eine Fußballmannschaft, den Desportivo da EKA do Dondo, bis zu dessen Auflösung 1997.

## Geschichte
Die EKA-Brauerei wurde 1969 in Dondo gegründet, unter portugiesischer Kolonialverwaltung. Am 29. Januar 1972 lieferte sie erstmals Bier aus.
Nach der Unabhängigkeit Angolas im Jahr 1975 wurden alle bedeutenden Unternehmen verstaatlicht, so auch die Unternehmen des Brauwesens. 1980 erfolgte in dem Zuge die Gründung des staatlichen Bier-Konzerns Empresa Nacional de Cervejas de Angola (ENC), in dem neben der EKA auch die übrigen Brauereien Angolas zusammengefasst wurden, auch der Marktführer von der Cuca-Brauerei.
Nach dem Ende des angolanischen Bürgerkriegs 2002 und dem einsetzenden Wirtschaftswachstum beschloss die Regierung Angolas 2005 die Privatisierung der vier ENC-Brauereien, neben der Eka die Cuca, die Nocal und die Ngola.
Die französische Castel BGI übernahm daraufhin 2007 die Cuca-, EKA- und Nocal-Brauereien und führt sie seither in ihrer Tochterfirma Cuca BGI.
Ab 2007 baute sie bestehende Brauereien weiter aus, darunter die EKA-Brauerei.